# Bank of Yokohama
Bank of Yokohama, Ltd. est une banque japonaise qui fait partie de l'indice TOPIX 100.

## Histoire
En novembre 2014, Bank of Yokohama annonce sa fusion avec Higashi-Nippon, une banque 7 fois plus petite qu'elle. La fusion qui devrait être réalisé en avril 2016.